# Following (EP)
Following è il sesto EP della cantante sudcoreana Hyuna, pubblicato il 29 agosto 2017. Ha come brano principale "Babe".

## Tracce
1. Party (Follow Me) (featuring Wooseok of Pentagon) – 3:09
2. Babe (베베) – 3:13
3. Purple (보라색; Bolasaeg (with E'Dawn of Pentagon)) – 3:42
4. DART – 3:13
5. Mirror (자화상; Jahwasang) – 3:07

## Classifiche
| Classifica (2017) | Posizione massima |
| ----------------- | ----------------- |
| Corea del Sud     | 9                 |